# Echinothrix diadema
Espèce
Echinothrix diadema est une espèce d'oursins réguliers tropicaux de la famille des Diadematidae (oursins-diadèmes), qui se caractérise par ses longs piquants noirs de deux sortes distinctes.

## Description

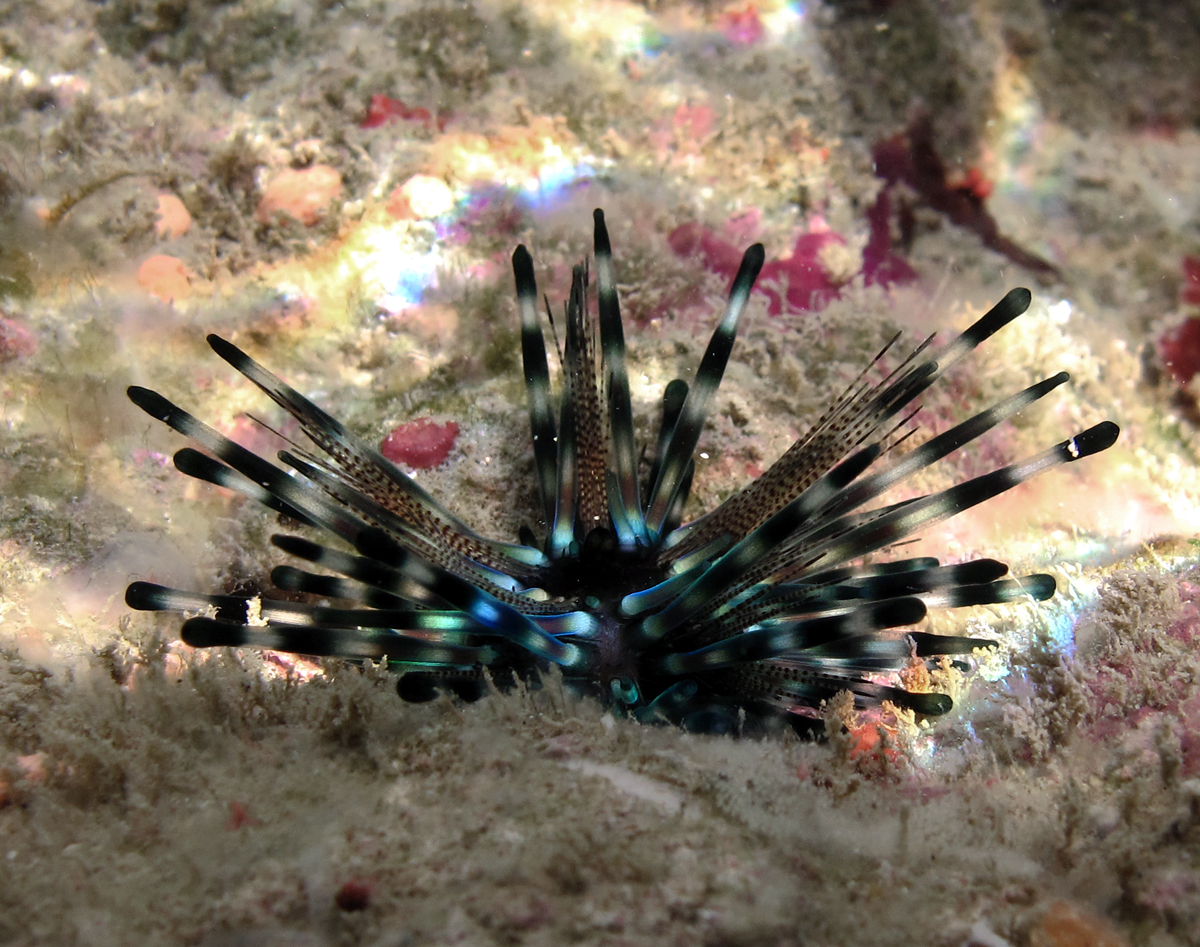
Les jeunes individus ressemblent beaucoup à Echinothrix calamaris, mais la papille anale est petite et noire, le test ne porte pas d'ornements et les reflets des radioles sont bleus (et non verts).

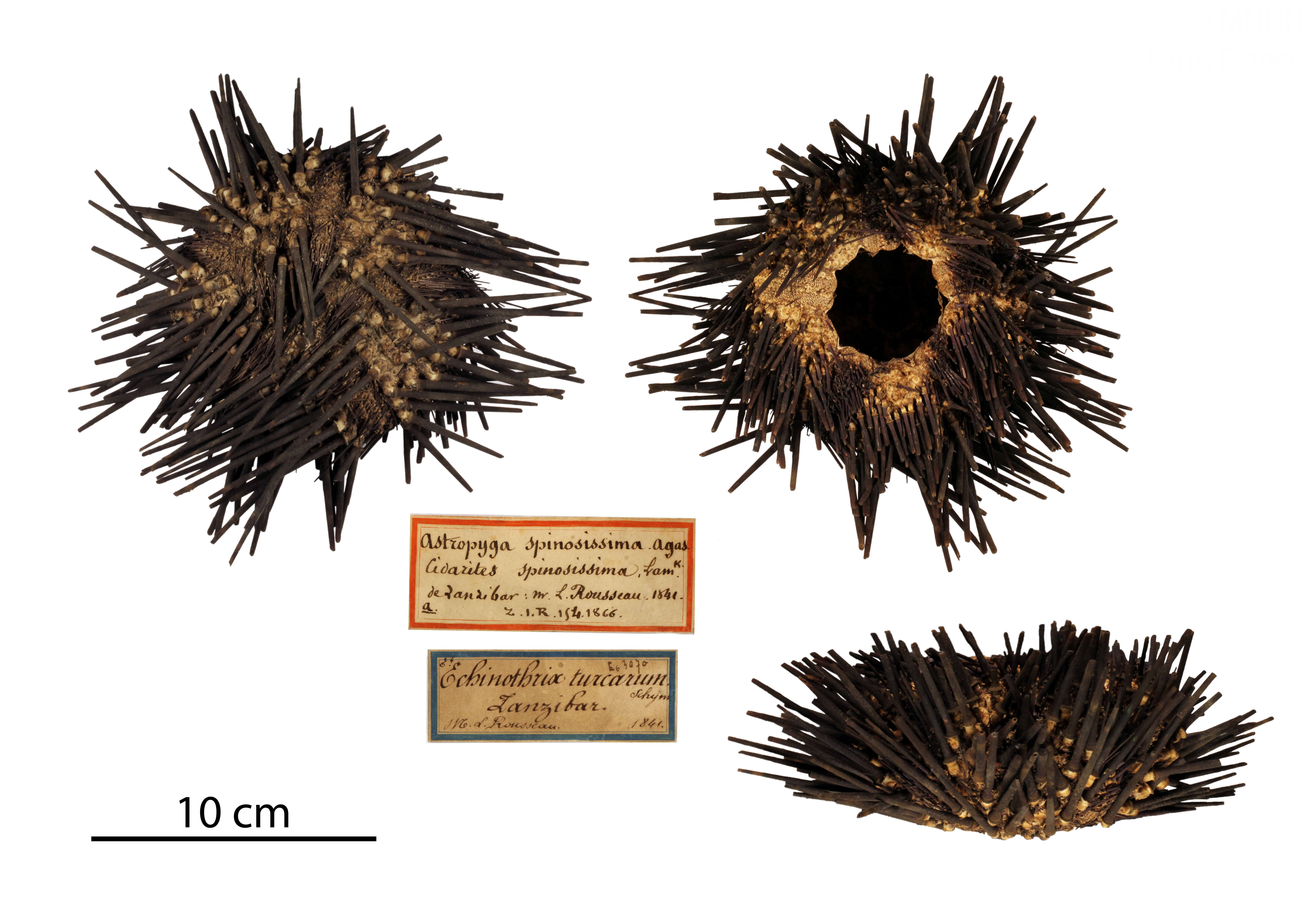
Syntype du MNHN.

C'est un oursin régulier légèrement ovale, avec un test (coquille) mesurant jusqu'à 10 cm de diamètre. Comme quasiment tous les diadematidae (mais c'est chez les Echinothrix que cela est le plus visible), il est pourvu de deux sortes de radioles distinctes, dites « interambulacraires » et « ambulacraires ». Les interambulacraires sont plus longues et plus nombreuses, et lui servent à la locomotion et à la défense à distance. Elles sont très longues, creuses, épaisses et noires ou brun sombre (mais annelées de blanc chez les juvéniles) avec généralement des reflets d'un bleu électrique (ce qui les fait ressembler à leurs cousins Centrostephanus tenuispinis, qui est restreint à l'Australie, ou Diadema mexicanum, du Pacifique est). Les radioles plus courtes sont aussi plus densément implantées (en cinq stries radiales) et plus fines, parfois légèrement brunâtres et annelées (quoique de manière moins prononcée que chez E. calamaris) : elles servent à la défense rapprochée, et sont pourvues de petites glandes à venin. Elles sont disposées en cinq rangées radiales étroites, protégeant les podia.
Le test est noir (parfois gris ou blanc chez les spécimens clairs), sans aucun motif coloré ou iridescent, et la papille anale, petite et noire, est moins visible que chez la plupart des Diadematidae, et elle aussi uniformément noire.

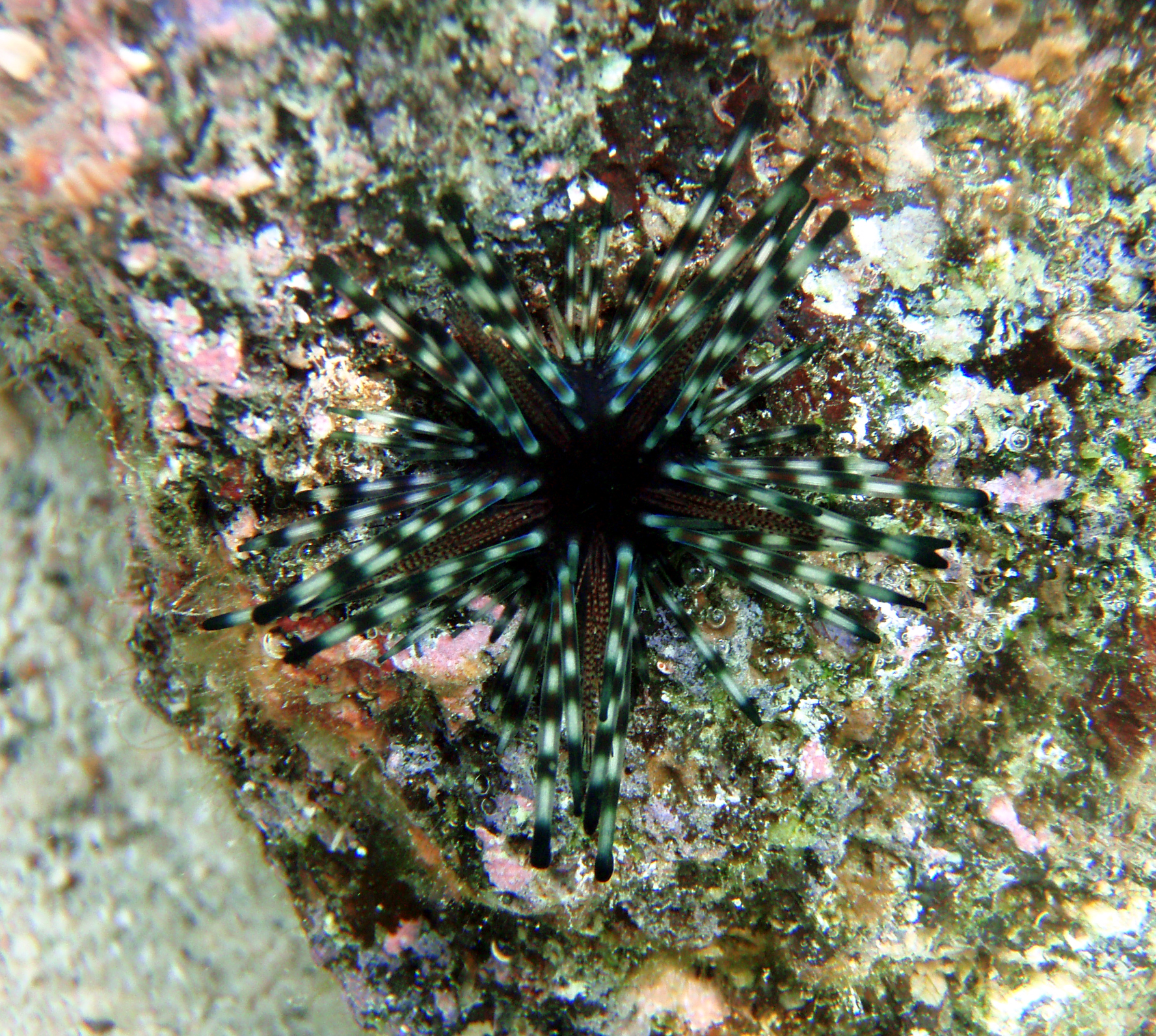
Jeune individu : la papille anale est noire et plus petite que chez Echinothrix calamaris.
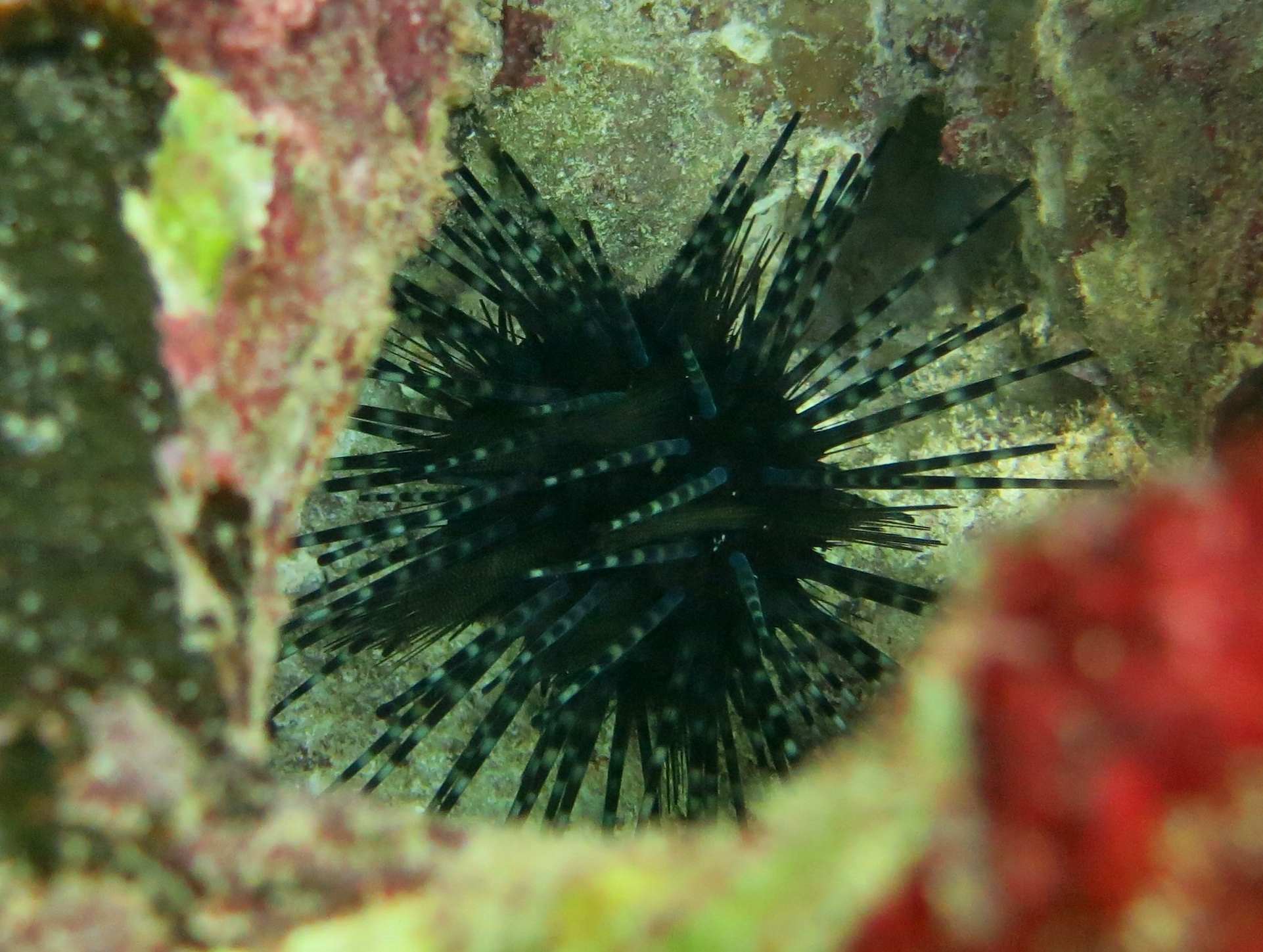
Juvénile plus âgé aux Maldives.
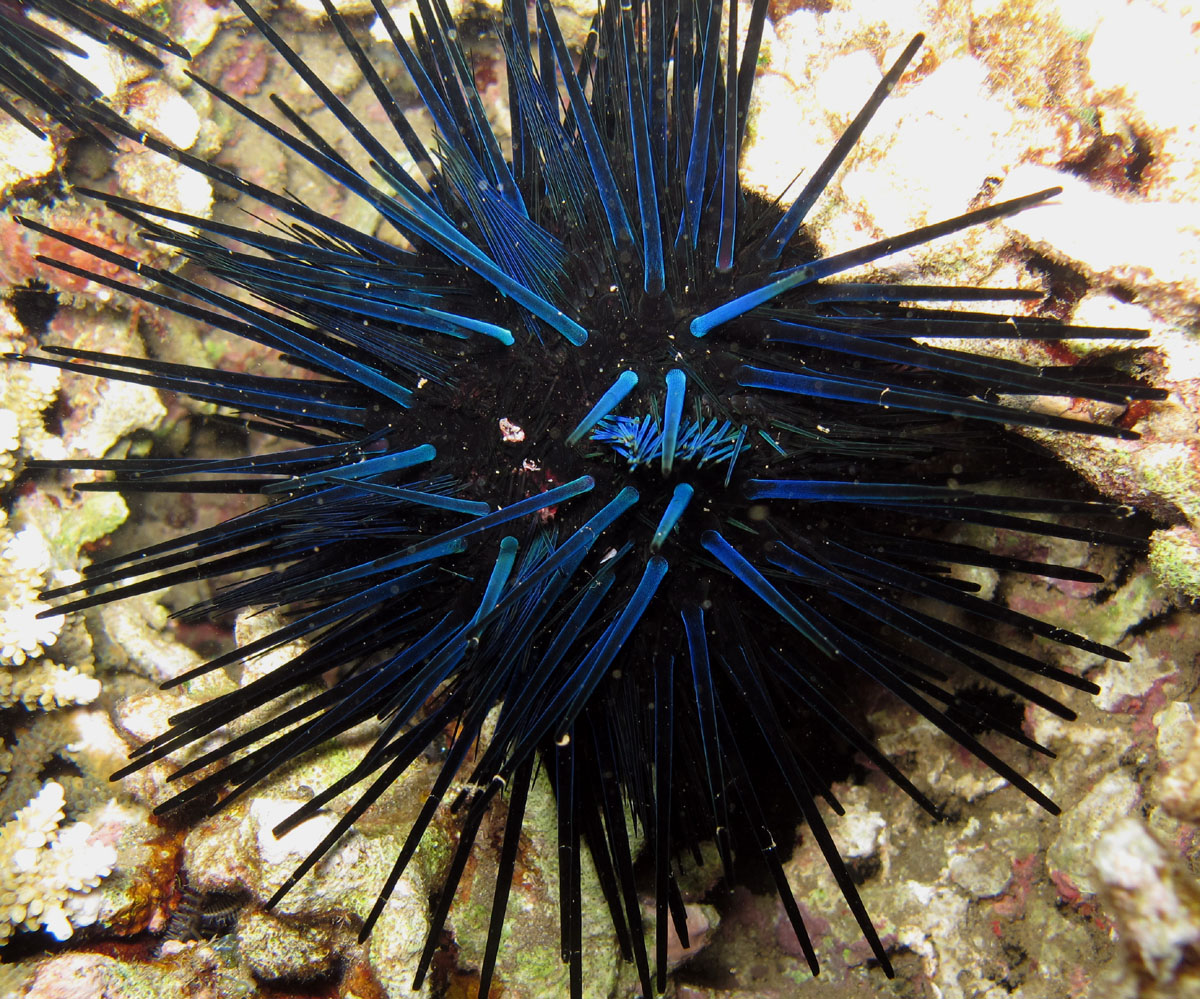
Adulte à La Réunion.
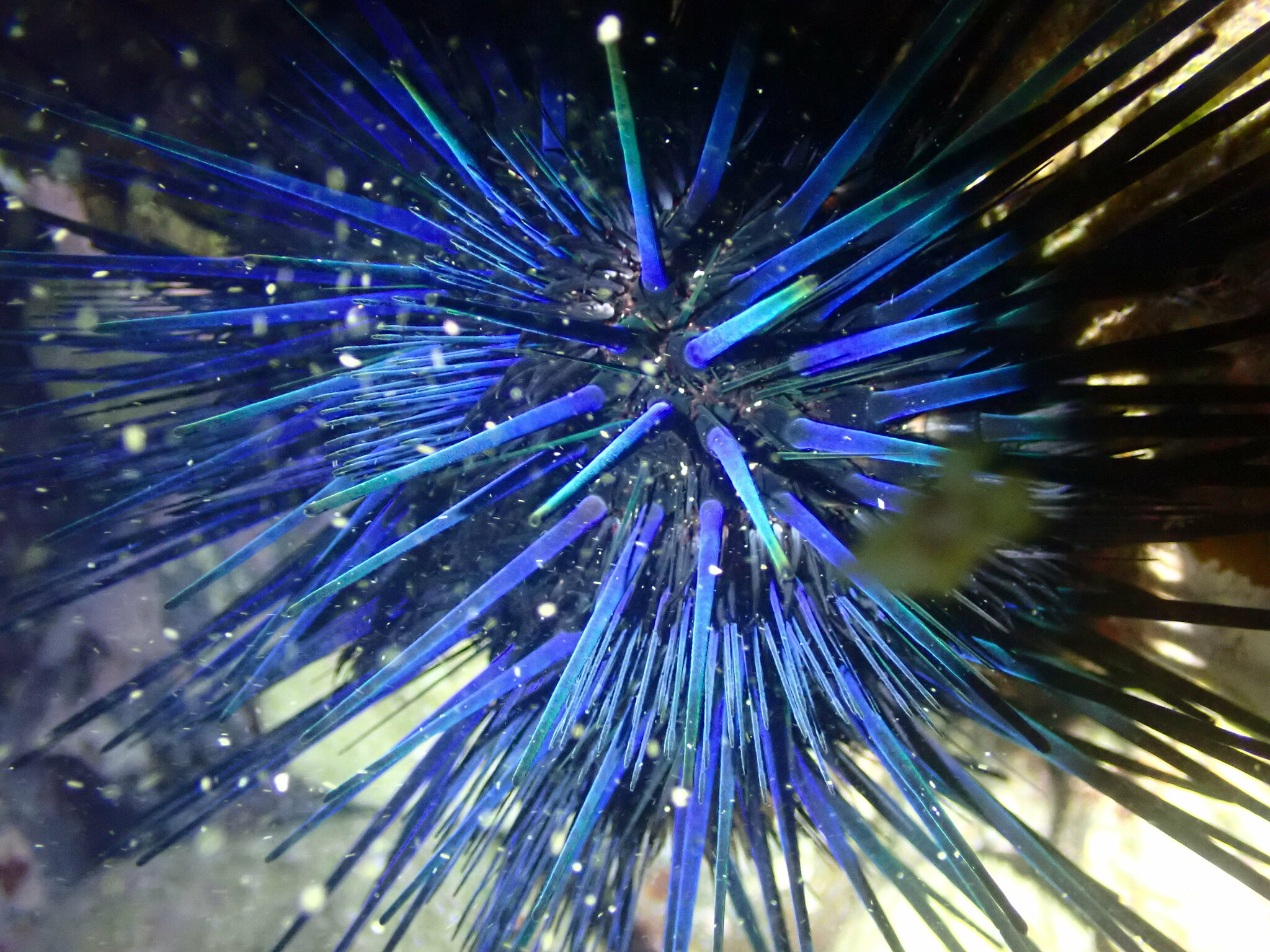
Adulte à Hawaii. Avec une bonne lumière, les reflets bleus sont très visibles.
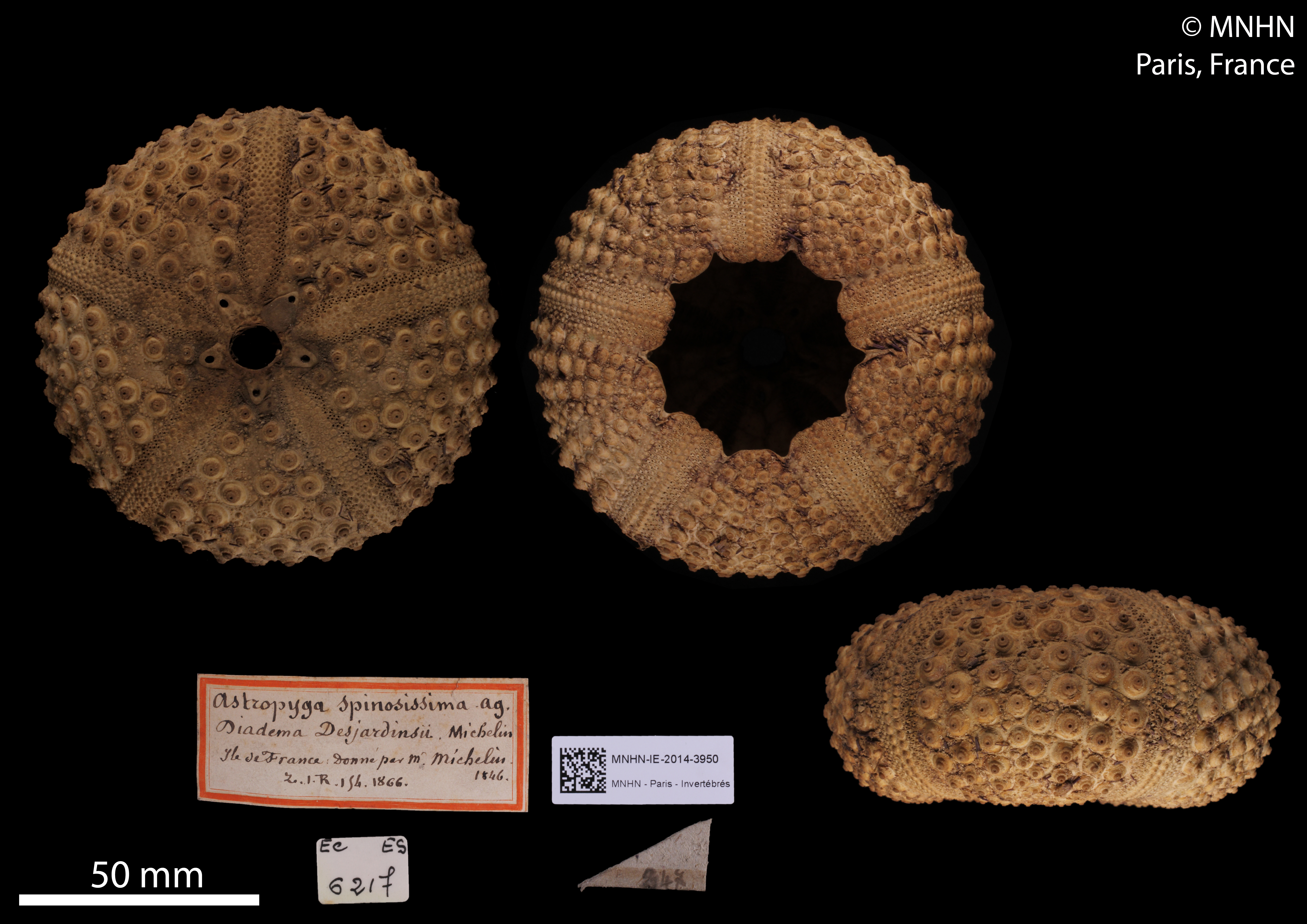
Test nettoyé (île Maurice, coll. MNHN)

On distingue cette espèce de sa congénère Echinothrix calamaris (qui peut présenter un phénotype entièrement noir) par la taille de la papille anale (presque invisible chez E. diadema et très grosse chez E. calamaris, et souvent ponctuée de noir et blanc), l'épaisseur des radioles primaires (larges, tubulaires, creuses et fragiles chez E. calamaris) le fait que E. diadema adulte est généralement entièrement noir et avec des radioles non annelées, et enfin par la couleur des reflets de la lumière sur les radioles, bleus chez E. diadema et verts chez E. calamaris dans sa forme sombre (souvent sur fond d'un test rouge foncé).

## Distribution
On le trouve dans tout le bassin Indo-Pacifique, uniquement dans la zone intertropicale de l'Afrique de l'est à Hawaii, et par exemple en Nouvelle-Calédonie et à La Réunion. Il se rencontre à proximité des écosystèmes coralliens, entre 3 et 10 m de profondeur (parfois jusqu'à 70 m) ; la journée il vit souvent caché dans des anfractuosités, dont il sort la nuit pour se nourrir, les spécimens plus gros ou vivant plus profond montrant des comportements plus téméraires (quoique de manière variable suivant les régions).

## Écologie et comportement
Cet oursin se nourrit surtout de nuit, d'algues, d'invertébrés, de débris et de charognes ; il devient plus carnivore à mesure qu'il vieillit.
Comme tous les diadematidae, il est pourvu d'organes photosensibles sur la partie aborale du test, lui permettant de voir au-dessus de lui afin d'orienter ses radioles (épines) vers d'éventuelles menaces.
La reproduction est gonochorique, et mâles et femelles relâchent leurs gamètes en même temps en pleine eau, où œufs puis larves vont évoluer parmi le plancton pendant quelques semaines avant de se fixer.
Certains invertébrés peuvent vivre en symbiose ou en commensalisme avec cet oursin, comme les juvénile des poissons de la famille des Apogonidae (le poisson cardinal) et des Aeoliscidae, qui viennent se cacher entre ses longues épines pour se protéger de leurs prédateurs. Les crevettes Stegopontonia commensalis et Saron marmoratus sont aussi des commensaux fréquents.

## Echinothrix diademaet l'Homme
Cette espèce ne semble pas avoir de nom vernaculaire consacré en français ; en anglais ses reflets bleus le font appeler Blue black urchin.
Echinothrix diadema est équipé de photorécepteurs sur son test : cela lui permet d'orienter efficacement ses épines vers les menaces potentielles, comme la main ou le pied d'un plongeur, afin d'en optimiser l'angle de pénétration (même si ces radioles primaires ne sont souvent pas aussi pointues que celles d'autres espèces). Une fois à l'intérieur d'un tissu étranger, ces piquants se brisent très facilement en plusieurs morceaux très difficiles à retirer et peuvent entraîner un risque d'infection.
Ses radioles secondaires, beaucoup plus pointues, sont pourvues de venin dans leur matrice, comme souvent dans cette famille : leur piqûre est donc particulièrement douloureuse, mais pas dangereuse.
Il est parfois utilisé en aquariophilie tropicale pour ses excellentes qualités de brouteur d'algues et de détritivore, mais sa venimosité et sa croissance rapide le rendent difficiles à entretenir.
Sur un test nu, on distingue cette espèce par ses ambulacres non saillants, ses interambulacres sans dépressions médianes près de l'apex, l'absence de zones nues sur la face aborale, ses tubercules ambulacraires plus massifs à l'ambitus.